# Dardan Gashi
Dardan Gashi là tác giả và chính trị gia người Albania gốc Kosovo[a] và hiện là Phó Thủ tướng kiêm Bộ trưởng Bộ Đầu tư Chiến lược và Di dân Kosovo.

## Tiểu sử
Chào đời ở Kosovo, Gashi cùng gia đình di cư sang Áo, lớn lên ông theo học ngành Khoa học Truyền thông và Khoa học Chính trị tại Đại học Viên. Sau khi tốt nghiệp ra trường, ông tiếp tục khởi đầu sự nghiệp của mình với tư cách là người giám sát bầu cử tại Phái bộ của Tổ chức An ninh và Hợp tác châu Âu (OSCE) ở Bosnia và Herzegovina. Năm 1997, ông làm Nhân viên Bầu cử, Trưởng Văn phòng Hiện trường tại Liên bang Brcko. Cuối năm đó, ông chuyển sang Croatia trên cương vị nhân viên thuộc Tổ chức Giám sát Nhân quyền, và dành một năm tiếp theo trải qua nhiều vị trí khác nhau trong khuôn khổ các sứ mệnh của OSCE tại vùng Balkan.
Trong chiến tranh Kosovo, Gashi cộng tác với Phái đoàn Xác minh Kosovo với tư cách là Liên lạc viên Thông tin Dư luận, Ban Thư ký OSCE tại Viên. Sau chiến tranh, ông tiếp tục công việc với OSCE và có đóng góp vào các kế hoạch xây dựng thể chế, chính sách truyền thông, bầu cử và đăng ký. Từ năm 2011 đến năm 2014, ông được cử làm Bộ trưởng Bộ Môi trường và Kế hoạch. Năm 2000, ông đóng góp sức mình cho Tổ chức Khủng hoảng Quốc tế, Tòa án Hình sự Liên Hiệp Quốc về Nam Tư cũ (ICTY), Sáng kiến Ổn định Châu Âu, v.v... Từ năm 2005 đến năm 2008, Gashi làm việc tại văn phòng của Phó Thủ tướng kiêm Bộ trưởng Bộ Chính quyền địa phương ở Kosovo. Ban đầu, ông chủ trì nhóm công tác về phân quyền, và tham gia với tư cách cố vấn cấp cao tại tất cả các cuộc họp trong thời gian diễn ra cuộc Đàm phán Viên. Cùng lúc đó, Gashi cũng chủ trì WG về sự Trở lại trong tiến trình Đối thoại Trực tiếp với Belgrade, Serbia.
Tháng 6 năm 2010, Gashi trở thành Thứ trưởng Bộ Hội nhập Châu Âu. Ông giữ chức vụ này cho đến tháng 1 năm 2011 thì được đề cử làm Bộ trưởng Bộ Môi trường, sau cuộc bầu cử quốc gia năm 2010. Từ năm 2011 đến năm 2014, ông giữ chức Bộ trưởng Bộ Môi trường và Quy hoạch Không gian. Trong nhiệm kỳ làm Bộ trưởng, ông đã chủ quản bộ này nhằm điều chỉnh gần đúng luật pháp của Cộng hòa Kosovo với Liên minh châu Âu. Liên quan đến ô nhiễm không khí, MESP đã buộc các tập đoàn lớn, còn được gọi là những kẻ gây ô nhiễm lớn nhất trong nước (Kosovo Energy Corporation, Ferronikel, Sharrcem, v.v...) phải lắp đặt các bộ lọc để ngăn chặn ô nhiễm không khí thêm nữa.
Tháng 11 năm 2011, theo đề nghị của Bộ trưởng Gashi, Chính phủ Kosovo đã dừng việc khai thác cát sỏi trái phép trên lưu vực sông ở Kosovo. Quyết định này được người dân và các tổ chức phi chính phủ hoan nghênh là một trong những quyết định tốt nhất cần thiết cho việc bảo vệ môi trường. Kể từ đó, việc khai thác bất hợp pháp các vật liệu trơ đã bị đình trệ, dẫn đến các khoản đầu tư của MESP và thành phố tự quản chỉ dành cho việc tái thiết bờ sông. Trong lĩnh vực quy hoạch không gian, Bộ trưởng Gashi, phối hợp với USAID, cam kết cải cách Luật Xây dựng. Sau khi cải cách quy trình xin giấy phép xây dựng, xếp hạng của Kosovo trong Báo cáo Hoạt động Kinh doanh đã tăng từ 177 lên 144 vào năm 2012.
Trong suốt thập niên 1990, Dardan Gashi làm phóng viên cho tờ "Zëri", về sau nổi tiếng trên truyền thông với tên gọi "BBC", "DW", "Der Standard" và "APA", cũng như Tribuna và KlanK.
Ngoài chính trị, Gashi còn chấp bút và đồng tác giả một số cuốn sách, bao gồm cuốn Im Dienst des Diktators, Albanien: archaisch, orientalisch, europaeisch và Durch das Land der Hirten und Helden.